# أنوبام تريباثي
أنوبام تريباثي (بالنهدية: अनुपम त्रिपाठी;بالكورية: 아누팜 트리파티)؛ هو ممثل هندي مقره في كوريا الجنوبية، ظهر في العديد من المسلسلات التلفزيونية والأفلام الكورية الجنوبية، أول دور رئيسي له، كان في مسلسل البقاء الكوري الجنوبي على نتفليكس، لعبة الحبار (2021)، والذي أكسبه شهرة عالمية. ديانته مجهولة ولكن بعض المصادر تقول انه مسلم

## النشأة
وُلد تريباثي لعائلة من الطبقة المتوسطة في نيودلهي في 2 نوفمبر 1988. بدأ تريباثي التدريب في الغناء والتمثيل عام 2006. كان ينوي الالتحاق بالمدرسة الوطنية للدراما في نيودلهي لكنه انتقل إلى كوريا في عام 2010.
لقد صرح عن الصعوبة الأولية للتكيف مع الاختلافات الثقافية واللغوية لكنه بعد ذلك أصبح يتقن اللغة الكورية في أقل من عامين.

## الحياة الشخصية
تريباثي يجيد اللغة الإنجليزية والهندية والكورية، توفي والده عام 2017.
اعتبارًا من عام 2021 ، ينهي تريباثي حاليًا درجة الماجستير في التمثيل في جامعة كوريا الوطنية للفنون.

## فيلموغرافيا

### مسلسلات تلفزيونية
| عام  | عنوان                | الدور                                | ملاحظة                   | Ref.  |
| ---- | -------------------- | ------------------------------------ | ------------------------ | ----- |
| 2015 | حب هوغو              |                                      |                          |       |
| 2015 | دعونا نأكل 2         | نادل مطعم هندي                       | دور الكاميو (الحلقة 4)   |       |
| 2016 | أحفاد الشمس          | الرجل الذي يعطي الحذاء للدكتور كانغ  | دور الكاميو (الحلقة 6–7) | [ 5 ] |
| 2017 | فقط بين العشاق       | زبون سوك هي                          |                          |       |
| 2017 | الحب الثوري          | عامل يبحث عن عمل خلف بيون هيوك       | الحلقة 5                 |       |
| 2019 | سجلات أرثدال         |                                      |                          |       |
| 2019 | جهنم هي ناس اخرى     | كميل                                 |                          |       |
| 2020 | قائمة تشغيل المستشفى | زميل المريض الأجنبي                  | دور الكاميو (الحلقة 4)   | [ 2 ] |
| 2021 | سائق تاكسي           | خدمة توصيل الأموال عبر البريد السريع | دور الكاميو (الحلقة 9)   | [ 2 ] |
| 2023 | ملك الأرض            | الامير سمير                          | دور الكاميو (الحلقة 7-8) |       |

### سلسلة ويب
| عام  | عنوان          | الدور         | المراجع     |
| ---- | -------------- | ------------- | ----------- |
| 2021 | لعبة الحبار    | ابدو علي      | [ 6 ] [ 7 ] |
| 2022 | قديسو المخدرات | جندي سورينامي | [ 8 ]       |

## روابط خارجية
أنوبام تريباثي على موقع IMDb (الإنجليزية)
- أنوبام تريباثي على موقع روتن توميتوز (الإنجليزية)
- أنوبام تريباثي على موقع ألو سيني (الفرنسية)
- أنوبام تريباثي على موقع قاعدة بيانات الفيلم (الإنجليزية)
- أنوبام تريباثي على موقع كينوبويسك (الروسية)